# Euchristophia cumulata
Euchristophia cumulata là một loài bướm đêm trong họ Geometridae.